# Liste des régions éthiopiennes par superficie
Cet article présente la liste des régions éthiopiennes classées par superficie par ordre décroissant.
| Rang | Nom de la région                                   | Superficie (km²) |
| ---- | -------------------------------------------------- | ---------------- |
| 1    | Région Oromia                                      | 353 632          |
| 2    | Région Somali                                      | 279 252          |
| 3    | Région Amhara                                      | 159 174          |
| 4    | Région des nations, nationalités et peuples du Sud | 112 343          |
| 5    | Région Afar                                        | 96 707           |
| 6    | Tigray                                             | 50 078           |
| 7    | Benishangul-Gumaz                                  | 49 289           |
| 8    | Regions des peuples Gambela                        | 25 802           |
| 9    | Dire Dawa                                          | 1 213            |
| 10   | Addis-Abeba                                        | 530              |
| 11   | Région du peuple Harari                            | 311              |